# 苏瓦 (杜省)
苏瓦（法語：Soye，法語發音：[swa]）是法国杜省的一个市镇，属于蒙贝利亚尔区。

## 地理
苏瓦（47°26'41"N, 6°29'54"E）面积13.89 平方千米，位于法国勃艮第-弗朗什-孔泰大區杜省，该省份为法国东部内陆省份，北起上索恩省，西接汝拉省，东部及东南部与瑞士接壤，东北部与贝尔福地区省接壤。
与苏瓦接壤的市镇（或旧市镇、城区）包括：布尔努瓦、阿科朗、方丹莱克莱瓦勒、贡德南-蒙比、芒斯南、杜河畔蓬皮埃尔。

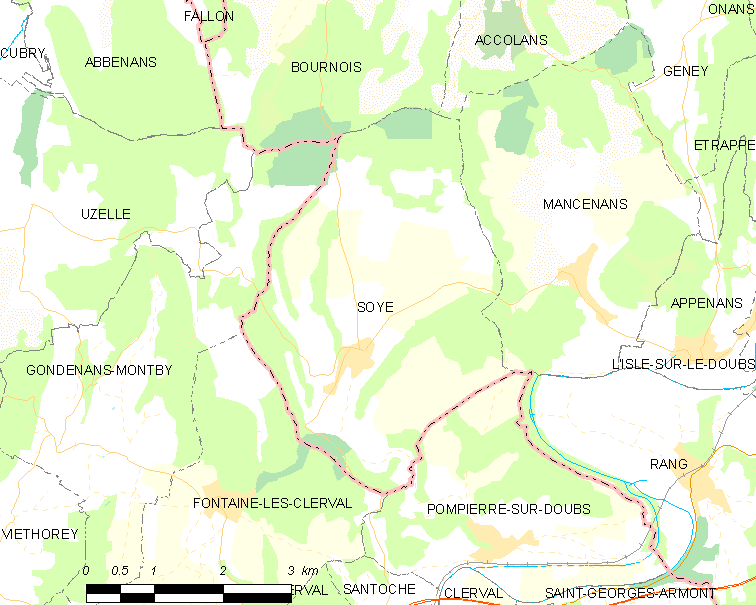
的OSM定位图

苏瓦的时区为UTC+01:00、UTC+02:00（夏令时）。

## 行政
苏瓦的邮政编码为25250，INSEE市镇编码为25553。

## 政治
苏瓦所属的省级选区为巴旺县。

## 人口

1962-2008年间人口变化图示

苏瓦于2022年1月1日时的人口数量为364人。